# Estelle Alphand
Pour les articles homonymes, voir Alphand.
Estelle Alphand, née le 23 avril 1995 à Briançon dans les Hautes-Alpes, est une skieuse alpine franco-suédoise licenciée à Serre Chevalier. Fille de l'ancien champion de ski alpin Luc Alphand (vainqueur du gros globe de la coupe du monde en 1997), elle est désignée pour être le porte drapeau de la délégation française à l'occasion des premiers Jeux olympiques de la jeunesse d'hiver de 2012 à Innsbruck auxquels elle prend part. Elle y est l'une des têtes d'affiche et y remporte quatre médailles : une médaille d'or en super G, deux médailles d'argent en combiné et slalom géant, et enfin une médaille de bronze dans l'épreuve par équipes. 
À partir de la saison 2017-2018, elle court sous les couleurs suédoises. Le 17 février 2021 elle est vice-championne du monde avec l'équipe de Suède dans le slalom parallèle par équipe (Team event) à Cortina d'Ampezzo.

## Biographie
Estelle Alphand est la fille de Luc Alphand et la sœur de Nils Alphand et de Sam Alphand. Sa mère Anna-Karin est suédoise. Elle participe à ses premières compétitions de ski alpin sous l'égide de la FIS en novembre 2010, ses bons résultats lui permettent de rapidement prendre part aux compétitions de coupe d'Europe (antichambre de la coupe du monde) en janvier 2011.
En février 2011, elle participe aux championnats du monde junior à Crans-Montana où elle est l'une des plus jeunes participantes à quinze ans seulement. Loin d'y faire de la figuration, Alphand obtient la dixième place en super G, la quatorzième en slalom et la vingt-septième en descente (abandon en géant). Elle clôt sa saison 2011 avec un titre de championne de France junior en slalom et une cinquième place aux championnats de France seniors en slalom derrière quatre filles participant aux coupes du monde.
Elle prépare sa saison 2012 en axant sa préparation sur les premiers Jeux olympiques de la jeunesse d'hiver. Elle y est désignée porte drapeau de la délégation française et prend part à toutes les épreuves de ski alpin. Elle est la première athlète titrée dans l'histoire de ces jeux. Elle remporte le titre olympique en super G puis obtient deux médailles d'argent en super-combiné et géant ainsi qu'une médaille de bronze dans l'épreuve par équipes. Elle est l'une des trois athlètes médaillées originaire de Briançon avec Lucile Lefevre et Marine Tripier Mondancin.
Elle débute en Coupe du monde en mars 2013.
Elle marque ses premiers points en novembre 2015 au slalom géant d'Aspen (21e). Mais par la suite, sa carrière internationale ne décolle pas. « Estelle Alphand est aujourd'hui le symbole d'une génération dorée mais un peu cabossée par les blessures ou les accidents de la vie et qui s'est perdue ». Ainsi, au terme d'une saison 2016-2017  sans relief (seulement une qualification en Coupe du monde, à Semmering où elle se classe 24e du slalom géant), Estelle Alphand n'est plus en équipe de France A ou B. Pour relancer sa carrière à 22 ans, elle négocie alors avec la FFS pour qu'elle la « libère », et profitant de sa double nationalité (sa mère Anna-Karin est suédoise), elle rejoint l'équipe de Suède de ski alpin et démarre la Coupe du monde 2017-2018 sous ses nouvelles couleurs. Elle commence d'ailleurs par prendre la quatorzième place du slalom géant d'ouverture, le 28 octobre 2017 à Sölden, ce qui constitue le meilleur résultat de sa carrière en Coupe du monde, jusqu'au 28 décembre de la même année à Lienz où elle prend la cinquième place du slalom en réalisant le meilleur temps de la deuxième manche, après avoir pris la vingt-troisième place sur le premier tracé.

## Palmarès

### Jeux olympiques
| Épreuve / Édition | Pyeongchang 2018 |
| Slalom géant      | 16e              |
| Slalom            | abandon          |

### Championnats du monde
| Épreuve / Édition                | Super G | Slalom géant | Combiné | Parallèle | Par équipes |
| -------------------------------- | ------- | ------------ | ------- | --------- | ----------- |
| Mondiaux 2021 Cortina d’Ampezzo  | 31e     | 24e          | DNF2    | 13e       | Argent      |
| Mondiaux 2023 Courchevel/Méribel | -       | 26e          | -       | 16e       | -           |
| Mondiaux 2025 Saalbach           | -       | 20e          | -       | -         | Bronze      |

### Coupe du monde
- Meilleur classement général : 33e en 2018[10].
- Meilleur classement de slalom géant : 19e en 2018 et 2025[10].
- Meilleur résultat sur une épreuve de Coupe du monde : 5e lors du slalom de Lienz en 2017[11].

#### Classements
| Saison / Épreuve | Saison / Épreuve | Général | Général | Descente | Descente | Slalom | Slalom | Slalom géant | Slalom géant | Super G | Super G | Combiné | Combiné | Parallèle | Parallèle |
| ---------------- | ---------------- | ------- | ------- | -------- | -------- | ------ | ------ | ------------ | ------------ | ------- | ------- | ------- | ------- | --------- | --------- |
| Saison / Épreuve | Saison / Épreuve | Class.  | Points  | Class.   | Points   | Class. | Points | Class.       | Points       | Class.  | Points  | Class.  | Points  | Class.    | Points    |
| 2016             | 2016             | 98e     | 15      | -        | -        | -      | -      | 41e          | 15           | -       | -       | -       | -       | -         | -         |
| 2017             | 2017             | 114e    | 7       | -        | -        | -      | -      | 46e          | 7            | -       | -       | -       | -       | -         | -         |
| 2018             | 2018             | 33e     | 251     | -        | -        | 21e    | 126    | 19e          | 125          | -       | -       | -       | -       | -         | -         |
| 2019             | 2019             | 102e    | 20      | -        | -        | 45e    | 20     | -            | -            | -       | -       | -       | -       | -         | -         |
| 2020             | 2020             | 58e     | 105     | -        | -        | 43e    | 12     | 20e          | 64           | -       | -       | -       | -       | 20e       | 29        |
| 2021             | 2021             | 100e    | 16      | -        | -        | -      | -      | 53e          | 8            | 47e     | 8       | -       | -       | -         | -         |
| 2022             | 2022             | 79e     | 54      | -        | -        | -      | -      | 34e          | 44           | -       | -       | -       | -       | 21e       | 10        |
| 2023             | 2023             | 68e     | 71      | -        | -        | -      | -      | 25e          | 71           | -       | -       | -       | -       | -         | -         |
| 2024             | 2024             | 83e     | 43      | -        | -        | 28e    | 32     | 42e          | 16           | -       | -       | -       | -       | -         | -         |
| 2025             | 2025             | 47e     | 142     | -        | -        | 34e    | 32     | 19e          | 110          | -       | -       | -       | -       | -         | -         |

### Jeux olympiques de la jeunesse
| Edition/Epreuve | Super G | Slalom géant | Slalom | Super-combiné | Équipes |
| JOJ 2012        | Or      | Argent       | 6e     | Argent        | Bronze  |

### Championnats du monde junior
| Edition/Epreuve | Descente | Super G | Slalom géant | Slalom  | Combiné |
| 2011            | 27e      | 10e     | Abandon      | 14e     | -       |
| 2012            | -        | 8e      | Abandon      | Abandon | -       |
| 2013            | 11e      | 41e     | Abandon      | Abandon | -       |
| 2014            | -        | 7e      | -            | Abandon | 10e     |
| 2015            | 4e       | Abandon | Abandon      | 15e     | Abandon |
| 2016            | 9e       | 6e      | 11e          | 15e     | Abandon |

### Coupe d'Europe
- 7 podiums donc 2 victoires, en slalom géant en 2017 et en slalom en 2024[12],[13].
- Cinquième du classement du combiné en 2013[14].
- Septième du classement du combiné en 2022[14].

### Championnats de France

#### Elite
- Vice-championne de France du combiné en 2012

#### Jeunes
18 titres de Championne de France dont :

##### Juniors
- Vice-championne de France Juniors U21 (moins de 21 ans) de super G en 2016
- Championne de France Juniors (moins de 20 ans) de descente et de combiné en 2012
- Vice-championne de France Juniors (moins de 20 ans) de super G en 2012
- Championne de France Juniors (moins de 20 ans) de slalom en 2011
- Vice-championne de France Juniors (moins de 20 ans) de super G  en 2011

##### Cadettes
- Championne de France Cadettes U18 (moins de 18 ans) de descente et super G en 2013
- Championne de France Cadettes (moins de 17 ans) de descente, super G et combiné en 2012
- Championne de France Cadettes (moins de 17 ans) de descente, super G, slalom géant et slalom en 2011
- Vice-championne de France Cadettes (moins de 17 ans) de combiné en 2011